# Журавлёв, Михаил Иванович
Михаил Иванович Журавлёв (11 сентября 1911, деревня Хрыпино Санкт-Петербургской губернии, Российская империя — 1976, Москва, Советский Союз) — деятель советских спецслужб, генерал-лейтенант (9 июля 1945). Начальник УНКВД-УНКГБ-УМВД по Московской области.

## Ранние годы
Родился в русской семье крестьянина. После окончания школы 2-й ступени в городе Порхове работал слесарем на заводе «Красный Путиловец». С 1929 старший пионервожатый, с 1931 секретарь ячейки ВЛКСМ, с 1932 — заведующий отделением комитета ВЛКСМ. С 15 декабря 1933 по октябрь 1935 служил в РККА рядовым, командир отделения школы 10-го отдела штаба Ленинградского военного округа, помощник командира взвода, с ноября 1934 командовал взводом 29-го стрелкового полка, с мая 1935 помощник начальника 6-й части штаба 10-й дивизии. Демобилизован в ноябре 1935. Уже с октября 1935 по 1938 на партийной работе в городе Ленинграде: редактор газеты, секретарь парткома Ленинградского рыбокоптильного завода, инструктор, заместитель заведующего отделом партийных кадров, второй секретарь Ленинского районного комитета ВКП(б).

## В органах государственной безопасности
В декабре 1938 направлен на краткосрочные курсы при высшей школе НКВД. 23 января (по другим данным с 28 января) 1939 назначен наркомом внутренних дел Коми АССР. Проводит большую работу по укреплению правопорядка, борьбе с преступностью в республике. Избирался членом пленума и бюро обкома ВКП(б), депутатом Сыктывкарского городского Совета депутатов трудящихся.
31 марта 1940 переводят в аппарат НКВД СССР на должность начальника 5-го отделения 2-го отдела (секретно-политического) ГУГБ НКВД СССР на которой работал до 26 февраля 1941, после чего назначают начальником УНКВД Московской области. В этой должности его застала Великая Отечественная война. Он руководит строительством аэродромов в Московской области, формированием истребительных батальонов, курировал сапёрные работы по минированию столицы на случай прорыва обороны фашистами. Будучи членом областного штаба по руководству подпольем и партизанским движением занимается подбором командных кадров и формированием партизанских отрядов, созданием их материально-технической базы. По его инициативе создаются специальные школы по подготовке диверсионно-разведывательных специалистов. После освобождения от врага Московской области организует работу по восстановлению общественного порядка, борьбе с преступностью, занимал должность до 8 января 1948.
Затем был назначен начальником 4-го отдела Тюремного управления МВД СССР (7 июля 1948 — 28 сентября 1949). Заместитель начальника Управления ИТЛ и строительства Волго-Донского водного пути МВД (28 сентября 1949 — 18 ноября 1952). Заместитель начальника Главгидробалтстроя МВД СССР (18 ноября 1952 — 16 марта 1953). Начальник Хозяйственного управления МВД СССР (16 марта 1953 — 2 июня 1956).

## Дальнейшая карьера
Со второй половины 1956 года работал в Министерстве среднего машиностроения СССР начальником Первого строительно-монтажного треста в/ч 04201 (уволен с воинской службы 16 декабря 1957). Михаил Иванович Журавлёв умер в 1976 году, похоронен в городе Москве на Ваганьковском кладбище.

## Специальные звания
- Капитан государственной безопасности, 21 февраля 1939;
- Майор государственной безопасности, 14 марта 1940;
- Старший майор государственной безопасности, 1 марта 1941;
- Комиссар государственной безопасности 3-го ранга, 14 февраля 1943;
- Генерал-лейтенант, 9 июля 1945.

## Награды
Награждён двумя орденами Ленина (20.09.1943, 19.09.1952), орденами Красного Знамени (2.11.1944),  Кутузова 2-й степени (21.06.1945), Трудового Красного Знамени (28.11.1941), двумя орденами Красной Звезды (26.04.1940, 1952), нагрудным знаком «Заслуженный работник НКВД» (4.02.1942), медалями.